# Krystina Alogbo
Krystina Alogbo, född 20 januari 1986 i Montréal, är en kanadensisk vattenpolospelare.
Alogbo tog silver i damernas vattenpoloturnering i samband med panamerikanska spelen 2015 i Toronto.